# 1515 w sztukach plastycznych

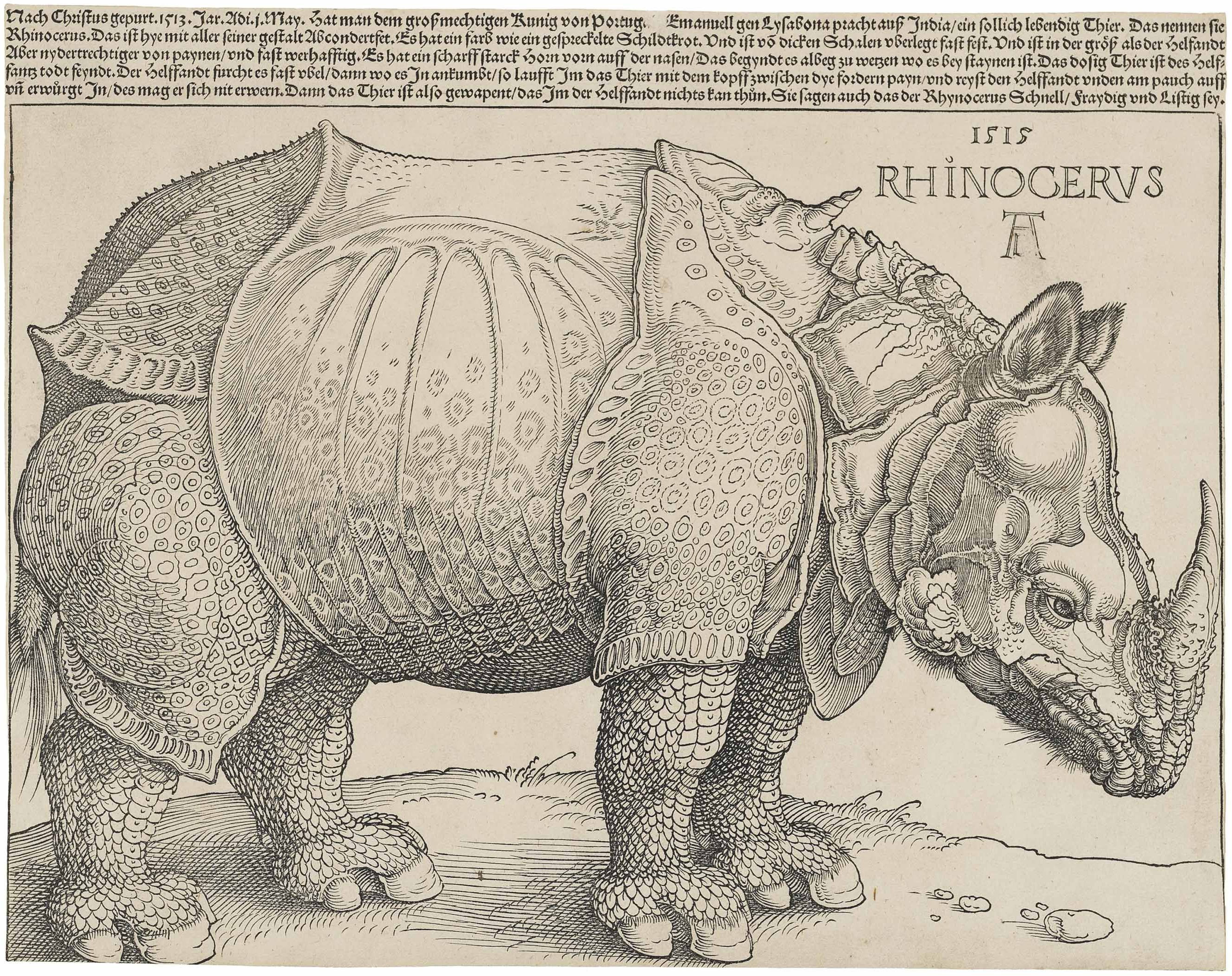
Albrecht Dürer, Nosorożec

Wydarzenia w sztukach plastycznych i wizualnych w 1515 roku.

## Urodzili się
- Nicolas Denisot, francuski poeta i malarz[1].

## Zmarli
- Pietro Lombardo, włoski rzeźbiarz[2].